# 脳症
脳症（のうしょう、Encephalopathy）とは、発熱、頭痛、意識障害、麻痺などの脳炎の急性症状を示すにもかかわらず、脳実質内に炎症が認められず浮腫が認められる状態のことである。

## 急性脳症の分類
急性壊死性脳症（ANE）
急性壊死性脳症（ANE）はインフルエンザなど発熱を伴う感染症の経過中に発症する急性脳症である。肝臓、膵臓、心血管系、血液系など全身諸臓器の障害を伴いやすく、致死率は33%におよぶ。MRIでは視床など特定の脳領域に両側対称性病変を有する。NSAIDsの一部が増悪因子となる。急性期の神経病理は血管性脳浮腫（血管透過性亢進）、白質のミエリン染色性低下、灰白質の点状出血と神経、グリア細胞の壊死を示す。炎症性サイトカインの産出と作用が全身的かつ高度に亢進し、脳血管と神経グリア細胞がその標的となり障害される。
HSES（hemorrhage shock and encephalopathy syndrome）
1983年にLevinらが発熱、ショック、脳症、水溶性下痢、DICに基づく著しい出血性傾向および肝、腎障害をきたし予後不良な症候群としてHSESの概念を提唱した。1989年に診断基準が発表されこれをもとにHSESの報告がされている。
痙攣重積型急性脳症（AEFCSE）または二相性経過と遅発性拡散低下病変を伴う脳症（AESD）
日本の小児急性脳症では最も多いパターンである。発熱を伴う痙攣重積状態を発症し、その後の意識回復中途（第4病日付近）において意識障害の悪化と群発痙攣（遅発痙攣）を認めるという二相性の経過が典型的である。遅発痙攣時期にMRIでは皮質下白質に拡散強調画像で高信号を認める。前頭葉を主体とする分布であることが多い。
脳梁膨大部に拡散低下を伴う脳炎・脳症（MERS）
発熱（38度以上）後1週間以内に異常言動や異常行動、意識障害、痙攣などで発症し多くは神経症状発症後10日以内に後遺症なく回復する。MRIでは急性期に脳梁膨大部一過性病変（おおくは拡散強調画像）を認め、多くは1週間以内で消失する。臨床予後は良好である。
その他
可逆性後頭葉白質脳症（PRES、RPLS）、溶血性尿毒症症候群脳症、サルモネラ脳症、セレウス嘔吐毒脳症、ライ症候群、急性肝不全、糖尿病性ケトアシドーシス、副腎不全、甲状腺機能異常症、ウェルニッケ脳症、先天性代謝異常症（MELASやLeigh脳症含む）、熱中症、低酸素脳症、敗血症に伴う脳症。

## 代表疾患
- インフルエンザ脳症
- 肝性脳症
- 牛海綿状脳症
- 伝達性海綿状脳症
- ウェルニッケ脳症
- ウイルス性急性脳症
- 進行性多巣性白質脳症
- 伝達性ミンク脳症